# فرهنگ خودرویی دهه ۱۹۵۰ آمریکا

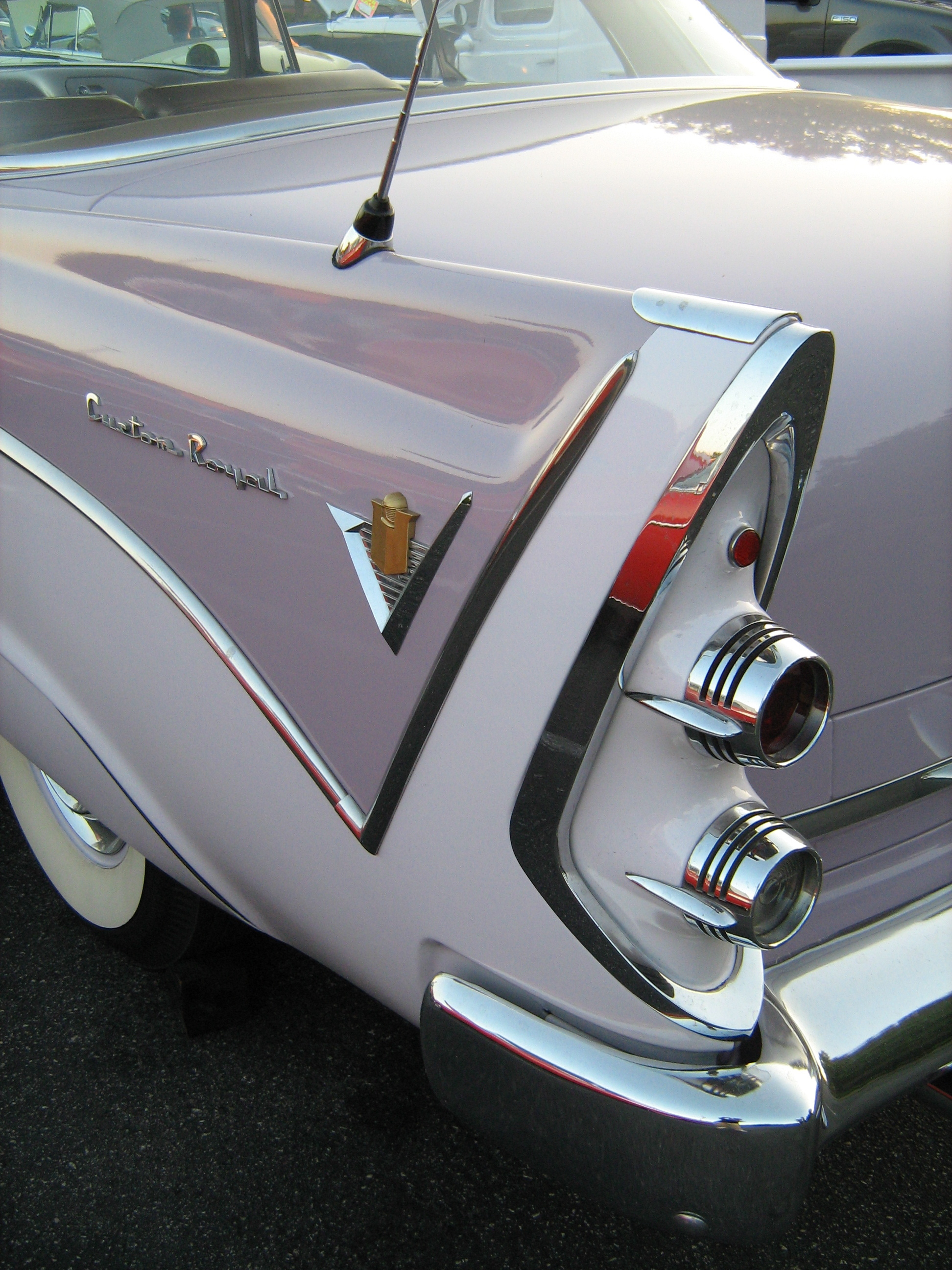
باله عمودی دوج لافم یادآور عصر فضایی

فرهنگ خودرویی آمریکا در دهه ۱۹۵۰ میلادی تأثیر ماندگاری بر فرهنگ ایالات متحده گذاشت؛ چنان‌که در موسیقی عامه، گرایش‌های عمده دهه ۱۹۵۰ و پذیرش جریان‌اصلی فرهنگ هات راد بازتاب داشت. اقتصاد تولیدی آمریکا در انتهای جنگ جهانی دوم از تولید محصولات جنگی به تولید کالاهای مصرفی تغییر کاربری داد. در پایان دهه ۱۹۵۰ از هر شش آمریکایی، یک نفر به‌طور مستقیم یا غیرمستقیم برای صنعت خودروسازی کار می‌کرد. ایالات متحده در دهه ۱۹۵۰ به بزرگ‌ترین تولیدکننده خودرو در جهان تبدیل شد. همچنین هدف سی‌سال پیش هنری فورد محقق گردید. او گفته‌بود که هر فرد با شغل خوب باید توان خرید یک خودرو را داشته‌باشد.
نسل جدیدی از تجارت‌های خدماتی با تمرکز بر مشتریان دارای خودرو در دهه ۱۹۵۰ شکل گرفتند. از جمله رستوران‌های سواره یا ورود با خودرو و سینماهای ورود با خودرو.